# Jaume Tolosa Cardell
Jaume Tolosa Cardell (Llucmajor, Mallorca, 1955), pintor i escultor mallorquí.
Jaume Tolosa estudià a l'Escola Lliure de la Mediterrània a Palma, dirigida per Joaquim Torrents i Lladó (1946-1993), entre 1984 i 1990. El 1980 ja havia fet la seva primera exposició individual a s'Arenal de Llucmajor. Ha exposat a diferents indrets de Mallorca. Com a escultor el 1984 obrà els monuments a Antoni Pujals a Son Serra de Marina (Santa Margalida) i a Marc Ferragut, amb Pere A. Barceló, al costat de l'Auditòrium de Palma, que duu per títol La Lira.